# 라운드 (쇠고기)

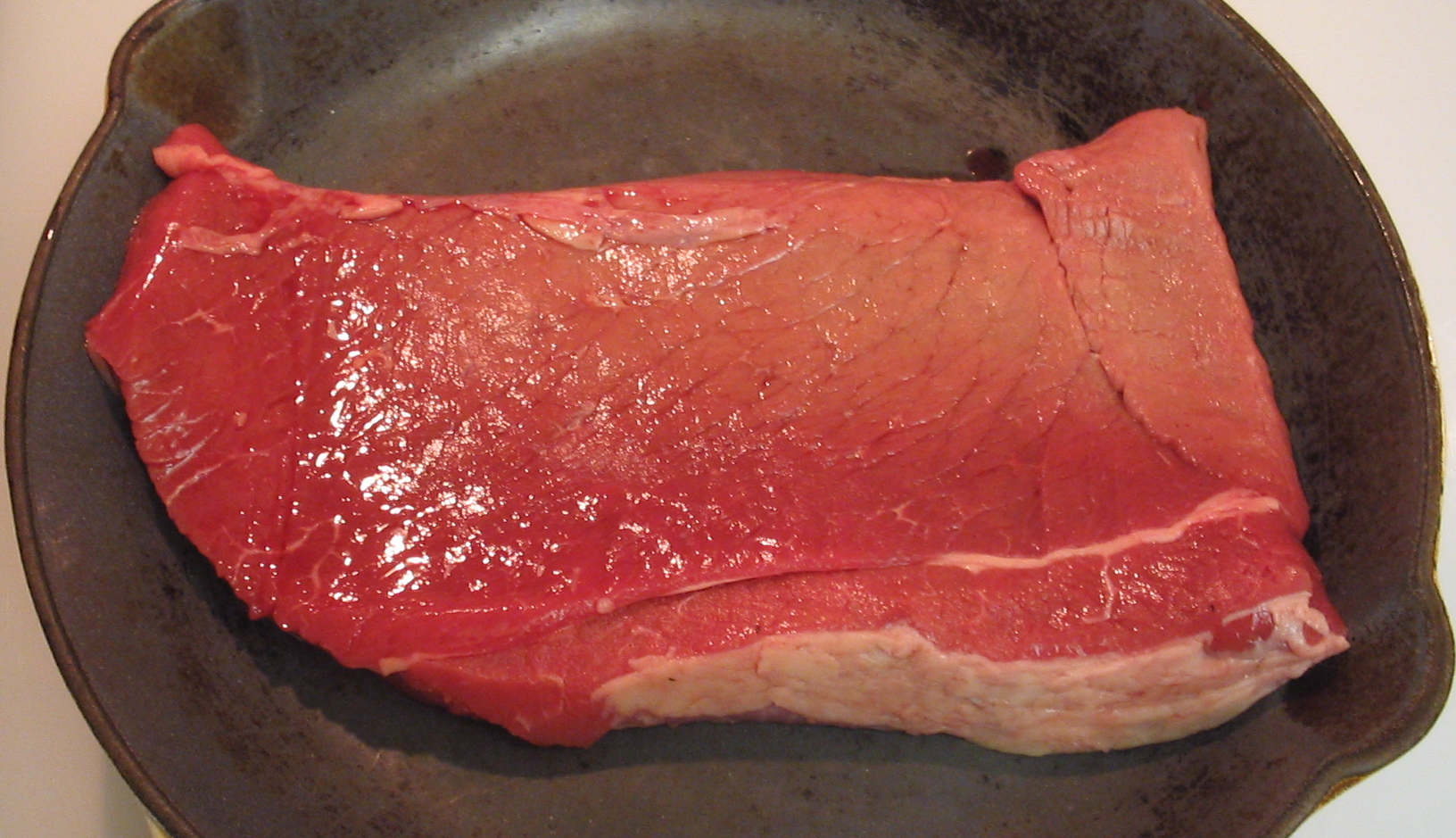
팬에 담긴 생 상태의 톱 라운드 스테이크

라운드 스테이크(round steak)는 소의 뒷다리인 "라운드"에서 나온 스테이크용 쇠고기 부위이다. 라운드는 아이 (오브) 라운드, 보텀 라운드, 그리고 톱 라운드로 나뉘며, 라운드 뼈 (넙다리뼈)가 있거나 없을 수 있으며, 라운드가 서로인과 어떻게 분리되었는지에 따라 너클 (서로인)을 포함할 수 있다. 이것은 살코기 부위이며 중간 정도의 질김을 가진다. 지방과 마블링이 부족하여 로스팅 또는 직화구이와 같은 건열 조리법으로 조리하면 라운드는 건조해진다. 라운드 스테이크는 보통 직화구이 할 때 재워지고, 육질을 부드럽게 하고 수분을 유지하기 위해 브레이징과 같은 습열 조리법으로 실내에서 천천히 조리된다. 이 부위는 보통 얇게 썰어 제공되며, 저키로 인기가 많다.
두꺼운 지방층을 가진 피카냐는 브라질과 아르헨티나를 포함한 많은 남미 국가에서 매우 높이 평가되지만, 다른 곳에서는 거의 찾아볼 수 없다.

## 톱사이드와 실버사이드
영국 부위 톱사이드와 실버사이드는 함께 미국식 라운드 부위와 대략적으로 동일하다. 뉴질랜드 부위도 이 용어를 사용한다 (또는 때로는 실버사이드의 경우 "아웃사이드 라운드").

## 요리
- 빌통 – 식초, 소금, 고수로 염지한 공기 건조 쇠고기; 주로 라운드 스테이크로 만든다
- 브레사올라 – 라운드 스테이크로 만든 공기 건조 염지 쇠고기
- 런던 브로일 – 어슷하게 썰어 구운 스테이크; 흔히 라운드 스테이크로 만든다
- 이탈리안 비프 – 스톡에 얇게 썰어 익힌 라운드 스테이크
- 린더브라텐 – 돼지기름과 향신료로 채워 넣은 라운드 스테이크
- 스테이크 앤드 기네스 파이 – 기네스 스타우트, 베이컨, 양파를 넣고 파이 껍질로 덮은 라운드 스테이크
- 타펠슈피츠 – 오스트리아의 삶은 송아지고기 요리; 라운드의 윗부분으로 준비한다
- 장조림 – 라운드 아이를 간장에 졸인 한국 요리; 흔히 삶은 메추리알 (메추리알 장조림)이나 꽈리고추 (꽈리고추 장조림)와 함께 만든다

## 일반적인 준비 방법
- 그라운드 라운드 또는 쇠고기 민스 – 라운드 스테이크와 원시 라운드에서 나온 트리밍으로 만든 다진 쇠고기의 일종; 이는 미국의 레스토랑 체인인 그라운드 라운드(Ground Round)의 이름이기도 하다
- 아코디언 컷 – 양면을 번갈아 가며 자르고 늘려서 전체 스테이크를 더 얇게 만드는 방법
- 나비썰기 – 가운데를 통과하여 자르고 작은 고기 경첩을 남겨두어 펼쳐서 더 얇은 스테이크를 만드는 방법
- 스위스 스테이크 – 칼날 롤러로 일련의 작은 칼집을 내거나 납작하게 두드려서 준비하는 방법; 스위싱, 큐빙 또는 연육이라고도 불린다

## 같이 보기
- 쇠고기 요리 목록